# Engmaulsalmler
Die Engmaulsalmler (Anostomidae) leben in schnell fließenden Gewässern Südamerikas und des südlichen Mittelamerikas vor allem im Orinocogebiet und im Amazonasbecken bis nach Mato Grosso. Die Familie wurden nach der Gattung Anostomus benannt, die ein oberständiges Maul hat (Gr.: „ano“ = oben, „stoma“ = Maul).

## Merkmale
Die Fische haben ein kleines Maul, das sie nicht vorstülpen können. Ihre Lippen sind wulstartig, die Maxillare kurz, die breiten, fein gezackten Zähne als Raspel- und Mahlzähne ausgebildet. Je Kiefer gibt es nur eine Zahnreihe. Ihr Körper ist stromlinienförmig und gestreckt, nur bei der Gattung Abramites recht hochrückig. Engmaulsalmler sind oft von heller Grundfarbe und haben ein Streifenmuster aus senkrechten oder waagrechten, dunklen Bändern. Die Tiere werden 8 bis 50 cm groß.

## Lebensweise
Engmaulsalmler sind friedliche Schwarmfische, die die Bodenregion stark bewachsener Gewässer bewohnen. Um zu ihren Laichgründen zu kommen, unternehmen einige Arten ausgedehnte Wanderungen.
Viele Arten schwimmen mit dem Kopf nach unten und werden deshalb in Aquarianerkreisen als „Kopfsteher“ bezeichnet.

## Äußere Systematik
Innerhalb der Salmlerartigen (Characiformes) bilden die Engmaulsalmler zusammen mit den ebenfalls südamerikanischen Kopfstehern (Chilodidae), Breitlingssalmlern (Curimatidae) und Barbensalmlern (Prochilodontidae) eine Gruppe, die von einigen Wissenschaftlern als Überfamilie „Anostomoidea“ geführt wird. Die Engmaulsalmler stehen in einem Schwestergruppenverhältnis zu einer Klade der drei anderen Familien.

## Innere Systematik
Es gibt 14 Gattungen mit mehr als 130 Arten in drei Unterfamilien:

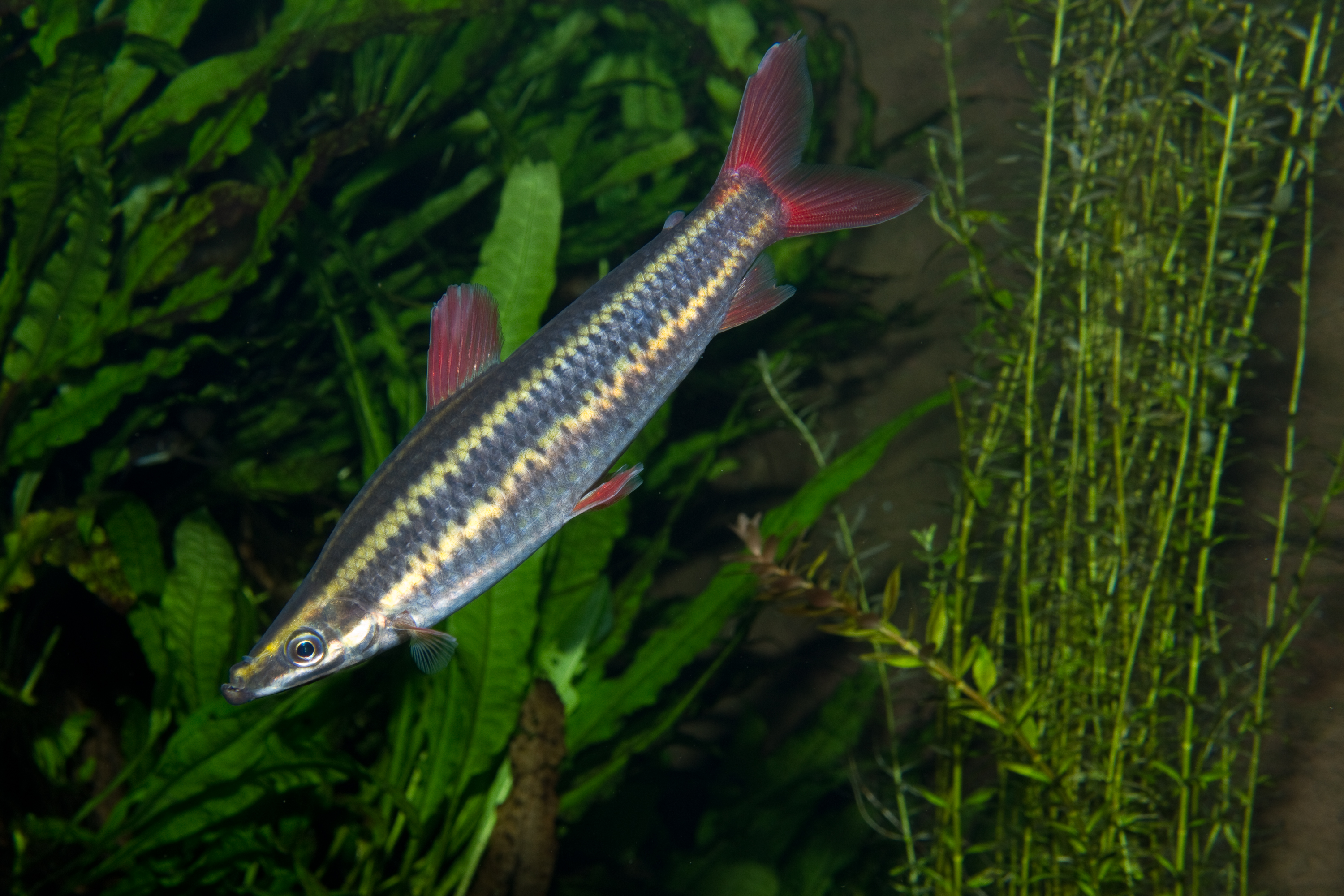
Anostomus anostomus

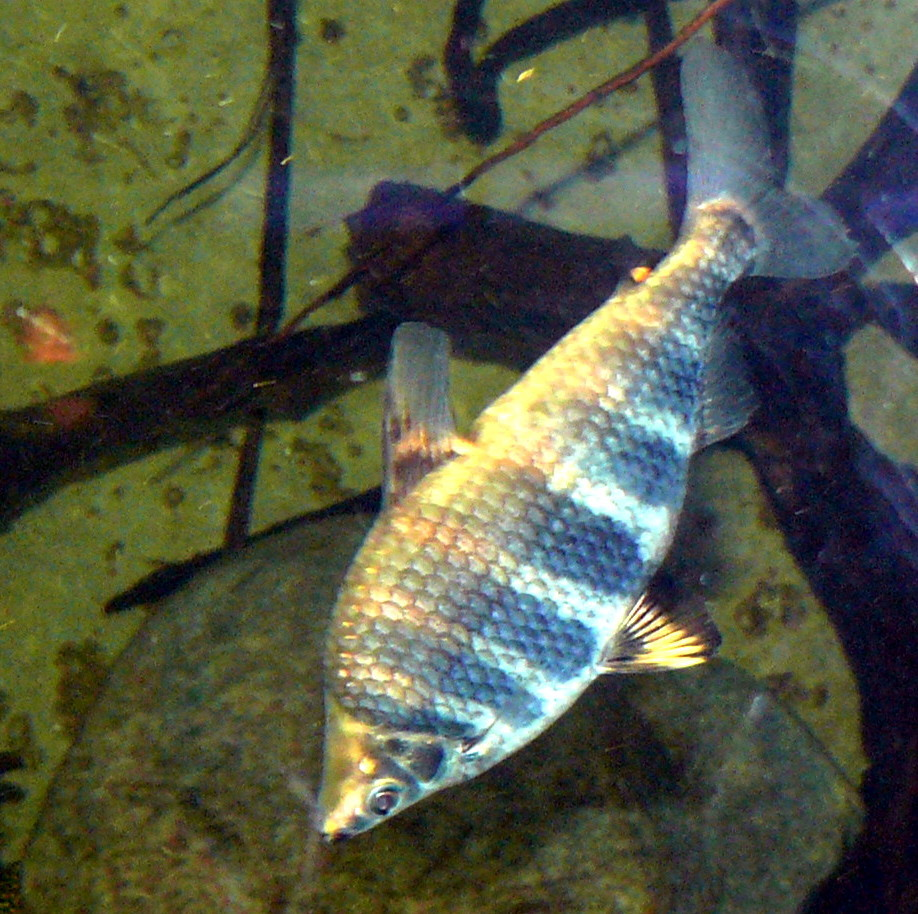
Brachsensalmler
(Abramites hypselonotus)

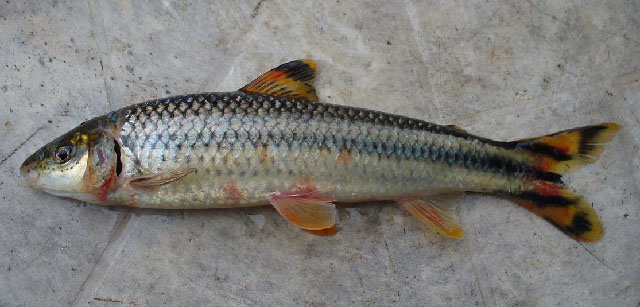
Leporellus pictus

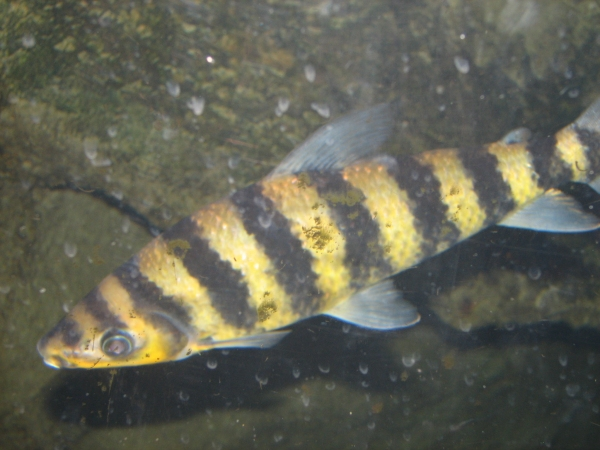
Gebänderter Leporinus (Leporinus fasciatus)

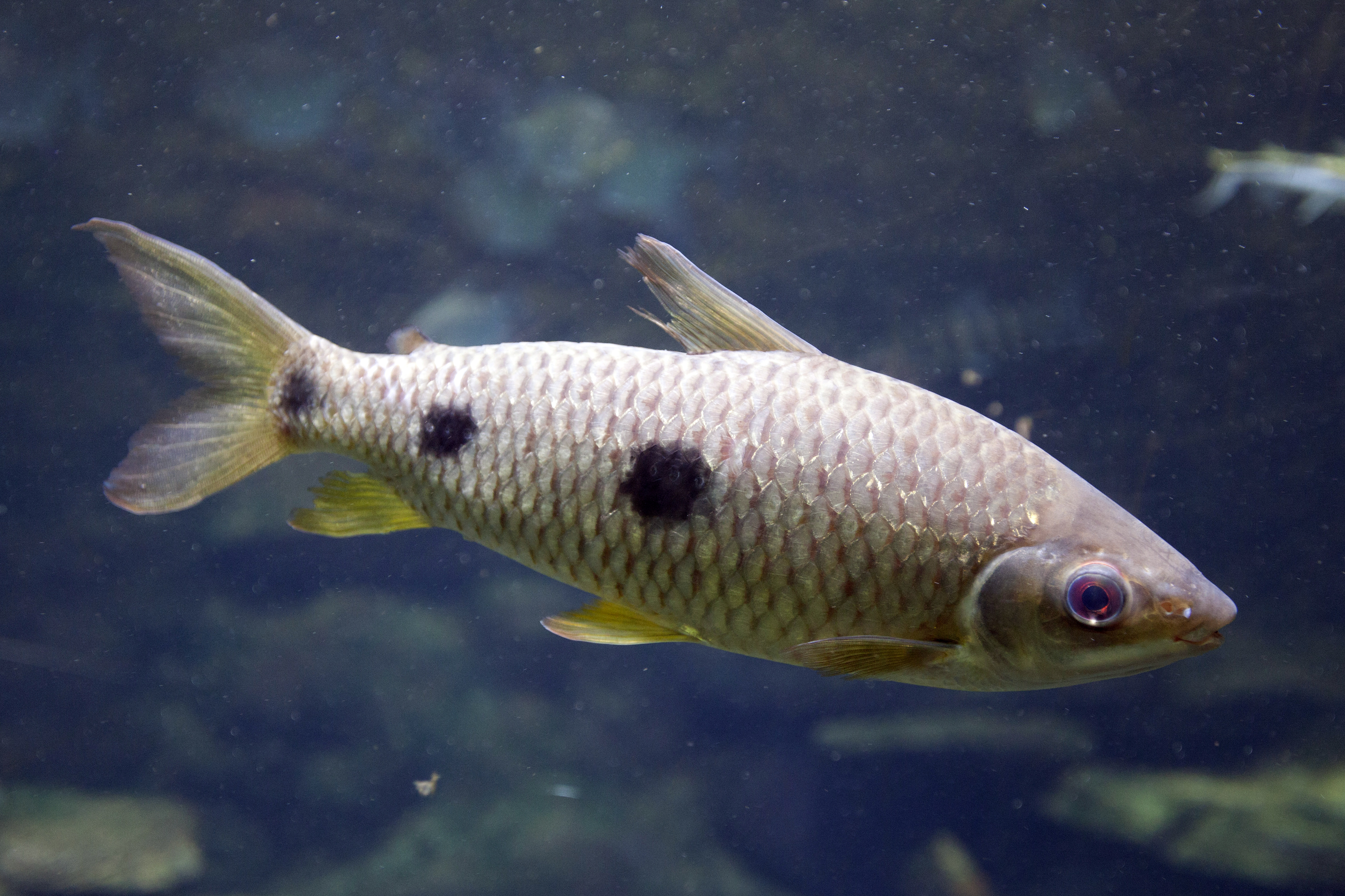
Leporinus friderici

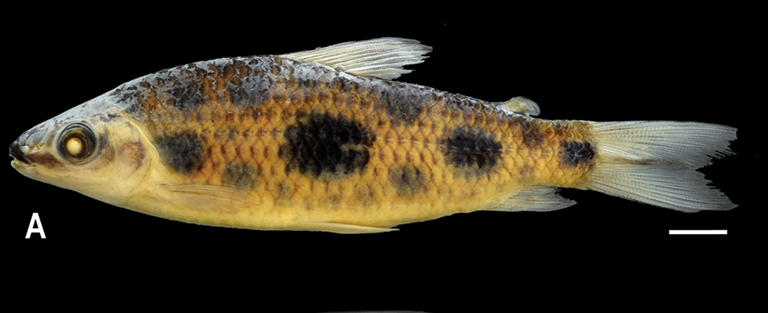
Leporinus gossei

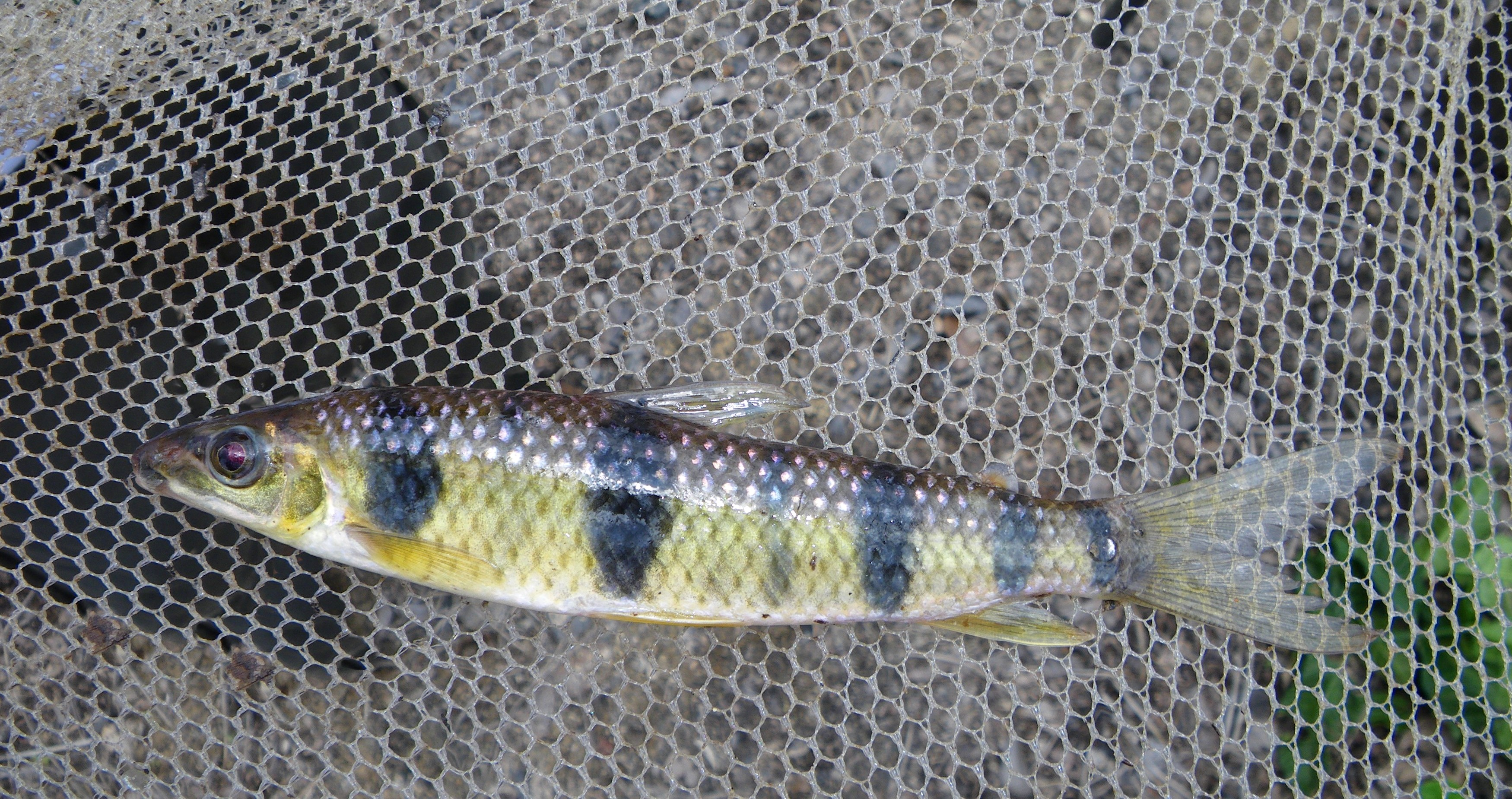
Leporinus maculatus

- Familie Engmaulsalmler (Anostomidae)
  - Unterfamilie Anostominae
    - Gattung Anostomus
      - Prachtkopfsteher (Anostomus anostomus (Linnaeus, 1758))
      - Anostomus brevior Géry, 1961
      - Anostomus longus Géry, 1961
      - Anostomus ternetzi Fernández-Yépez, 1949
      - Anostomus ucayalensis (Fowler, 1906)

    - Gattung Gnathodolus Myers, 1927
      - Gnathodolus bidens Myers, 1927

    - Gattung Petulanos  Sidlauskas & Vari, 2008
      - Petulanos intermedius (Winterbottom, 1980)
      - Petulanos plicatus (Eigenmann, 1912)
      - Petulanos spiloclistron (Winterbottom, 1974)

    - Gattung Pseudanos Winterbottom, 1980
      - Pseudanos gracilis (Kner, 1858)
      - Pseudanos irinae Winterbottom, 1980
      - Pseudanos trimaculatus (Kner, 1858)
      - Pseudanos winterbottomi Sidlauskas & Santos, 2005

    - Gattung Sartor Myers & Carvalho, 1959
      - Sartor elongatus Santos & Jégu, 1987
      - Sartor respectus Myers & Carvalho, 1959
      - Sartor tucuruiense Santos & Jégu, 1987

    - Gattung Synaptolaemus Myers & Fernández-Yépez in Myers, 1950
      - Synaptolaemus cingulatus Myers & Fernández-Yépez, 1950

  - Unterfamilie Leporellinae
    - Gattung Leporellus
      - Leporellus cartledgei Fowler, 1941
      - Leporellus pictus (Kner, 1858)
      - Leporellus retropinnis (Eigenmann, 1922)
      - Leporellus vittatus (Valenciennes, 1850)

  - Unterfamilie Leporininae
    - Gattung Abramites  Fowler, 1906 
      - Abramites eques (Steindachner, 1878)
      - Brachsensalmler (Abramites hypselonotus) (Günther, 1868)

    - Gattung Anostomoides
      - Anostomoides atrianalis Pellegrin, 1909

    - Gattung Brevidens
      - Brevidens striatus (Kner, 1858)

    - Gattung Hypomasticus  Borodin, 1929
      - Hypomasticus despaxi (Puyo, 1943)
      - Hypomasticus julii (dos Santos, Jégu & Lima, 1996)
      - Hypomasticus lineomaculatus Birindelli, Peixoto, Wosiacki & Britski, 2013
      - Hypomasticus megalepis (Günther, 1863)
      - Hypomasticus mormyrops (Steindachner, 1875)
      - Hypomasticus pachycheilus (Britski, 1976)
      - Hypomasticus thayeri (Borodin, 1929)

    - Gattung Insperanos Assega et al., 2021[3]
      - Insperanos nattereri (Steindachner, 1876)

    - Gattung Laemolyta Cope, 1872
      - Laemolyta fasciata Pearson, 1924
      - Laemolyta fernandezi Myers, 1950
      - Laemolyta garmani (Borodin, 1931)
      - Laemolyta macra Géry, 1974
      - Laemolyta nitens (Garman, 1890)
      - Laemolyta orinocensis (Steindachner, 1879)
      - Laemolyta petiti Géry, 1964
      - Laemolyta proxima (Garman, 1890)
      - Laemolyta taeniata (Kner, 1858)
      - Laemolyta varia (Garman, 1890)

    - Gattung Leporinus
      - Leporinus acutidens (Valenciennes, 1837)
      - Leporinus affinis Günther, 1864
      - Leporinus agassizii Steindachner, 1876
      - Leporinus aguapeiensis Amaral Campos, 1945
      - Leporinus alternus Eigenmann, 1912
      - Leporinus amae Godoy, 1980
      - Leporinus amblyrhynchus Garavello & Britski, 1987
      - Leporinus arcus Eigenmann, 1912
      - Leporinus arimaspi Burns et al., 2014
      - Leporinus aripuanaensis Garavello & Santos, 1981
      - Leporinus badueli Puyo, 1948
      - Leporinus bahiensis Steindachner, 1875
      - Leporinus bimaculatus Castelnau, 1855
      - Leporinus bistriatus Britski, 1997
      - Leporinus bleheri Géry, 1999
      - Leporinus boehlkei Garavello, 1988
      - Leporinus brunneus Myers, 1950
      - Leporinus copelandii Steindachner, 1875
      - Leporinus crassilabris Borodin, 1929
      - Leporinus cylindriformis Borodin, 1929
      - Leporinus desmotes Fowler, 1914
      - Leporinus ecuadorensis Eigenmann & Henn, 1916
      - Leporinus enyae Burns et al., 2017
      - Leporinus falcipinnis Mahnert, Géry & Muller, 1997
      - Gebänderter Leporinus (Leporinus fasciatus) (Bloch, 1794)
      - Leporinus friderici (Bloch, 1794)
      - Leporinus gomesi Garavello & Santos, 1981
      - Leporinus gossei Géry, Planquette & Le Bail, 1991
      - Leporinus granti Eigenmann, 1912
      - Leporinus holostictus Cope, 1878
      - Leporinus jamesi Garman, 1929
      - Leporinus jatuncochi Ovchynnyk, 1971
      - Leporinus klausewitzi Géry, 1960
      - Leporinus lacustris Amaral Campos, 1945
      - Leporinus latofasciatus Steindachner, 1910
      - Leporinus lebaili Géry & Planquette, 1983
      - Leporinus leschenaulti Valenciennes, 1850
      - Leporinus maculatus Müller & Troschel, 1844
      - Leporinus marcgravii Lütken, 1875
      - Leporinus melanopleura Günther, 1864
      - Leporinus melanopleurodes Birindelli et al., 2013
      - Leporinus melanostictus Norman, 1926
      - Leporinus microphysus Birindelli & Britski, 2013
      - Leporinus microphthalmus Garavello, 1989
      - Leporinus moralesi Fowler, 1942
      - Leporinus multifasciatus Cope, 1878
      - Leporinus multimaculatus Birindelli & Teixeira, 2016
      - Leporinus niceforoi Fowler, 1943
      - Leporinus nigrotaeniatus (Jardine, 1841)
      - Leporinus nijsseni Garavello, 1990
      - Leporinus octofasciatus Steindachner, 1915
      - Leporinus octomaculatus Britski & Garavello, 1993
      - Leporinus ortomaculatus Garavello, 2000
      - Leporinus pachyurus Valenciennes, 1850
      - Leporinus parae Eigenmann, 1908
      - Leporinus paralternus Fowler, 1914
      - Leporinus paranensis Garavello & Britski, 1987
      - Leporinus parvulus Birindelli et al., 2013
      - Leporinus pearsoni Fowler, 1940
      - Leporinus pellegrinii Steindachner, 1910
      - Leporinus piau Fowler, 1941
      - Leporinus pitingai Santos & Jégu, 1996
      - Leporinus platycephalus Meinken, 1935
      - Leporinus punctatus Garavello, 2000
      - Leporinus reticulatus Britski & Garavello, 1993
      - Leporinus santosi Britski & Birindelli, 2013
      - † Leporinus scalabrinii (Ameghino, 1898)
      - Leporinus sexstriatus Britski & Garavello, 1980
      - Leporinus silvestrii Boulenger, 1902
      - Leporinus spilopleura Norman, 1926
      - Leporinus steindachneri Eigenmann, 1907
      - Leporinus steyermarki Inger, 1956
      - Leporinus subniger Fowler, 1943
      - Leporinus taeniatus Lütken, 1875
      - Leporinus taeniofasciatus Britski, 1997
      - Leporinus tepui Birindelli et al., 2019
      - Leporinus tigrinus Borodin, 1929
      - Leporinus torrenticola Birindelli & Teixeira, 2016
      - Leporinus trimaculatus Garavello & Santos, 1992
      - Leporinus tristriatus Birindelli & Britski, 2013
      - Leporinus uatumaensis Santos & Jégu, 1996
      - Leporinus villasboasorum Burns et al., 2017
      - Leporinus wolfei Fowler, 1940
      - Leporinus y-ophorus Eigenmann, 1922

    - Gattung Megaleporinus Ramirez, Birindelli, & Galetti, 2016[4]Megaleporinus obtusidens

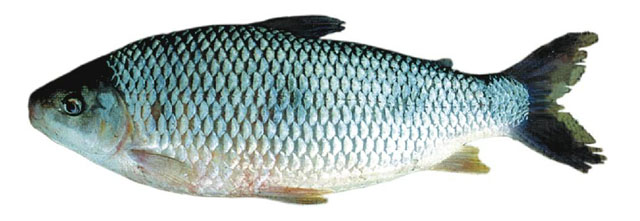
Megaleporinus obtusidens

      - Megaleporinus brinco Birindelli et al., 2013
      - Megaleporinus conirostris Steindachner, 1875
      - Megaleporinus elongatus Valenciennes, 1850
      - Megaleporinus garmani (Borodin, 1929)
      - Megaleporinus macrocephalus Garavello & Britski, 1988
      - Megaleporinus muyscorum Steindachner, 1900
      - Megaleporinus obtusidens (Valenciennes, 1837)
      - Megaleporinus piavussu Britski, Birindelli & Garavello, 2012
      - Megaleporinus reinhardti Lütken, 1875
      - Megaleporinus trifasciatus Steindachner, 1876

    - Gattung Rhytiodus Kner, 1858Rhytiodus argenteofuscus

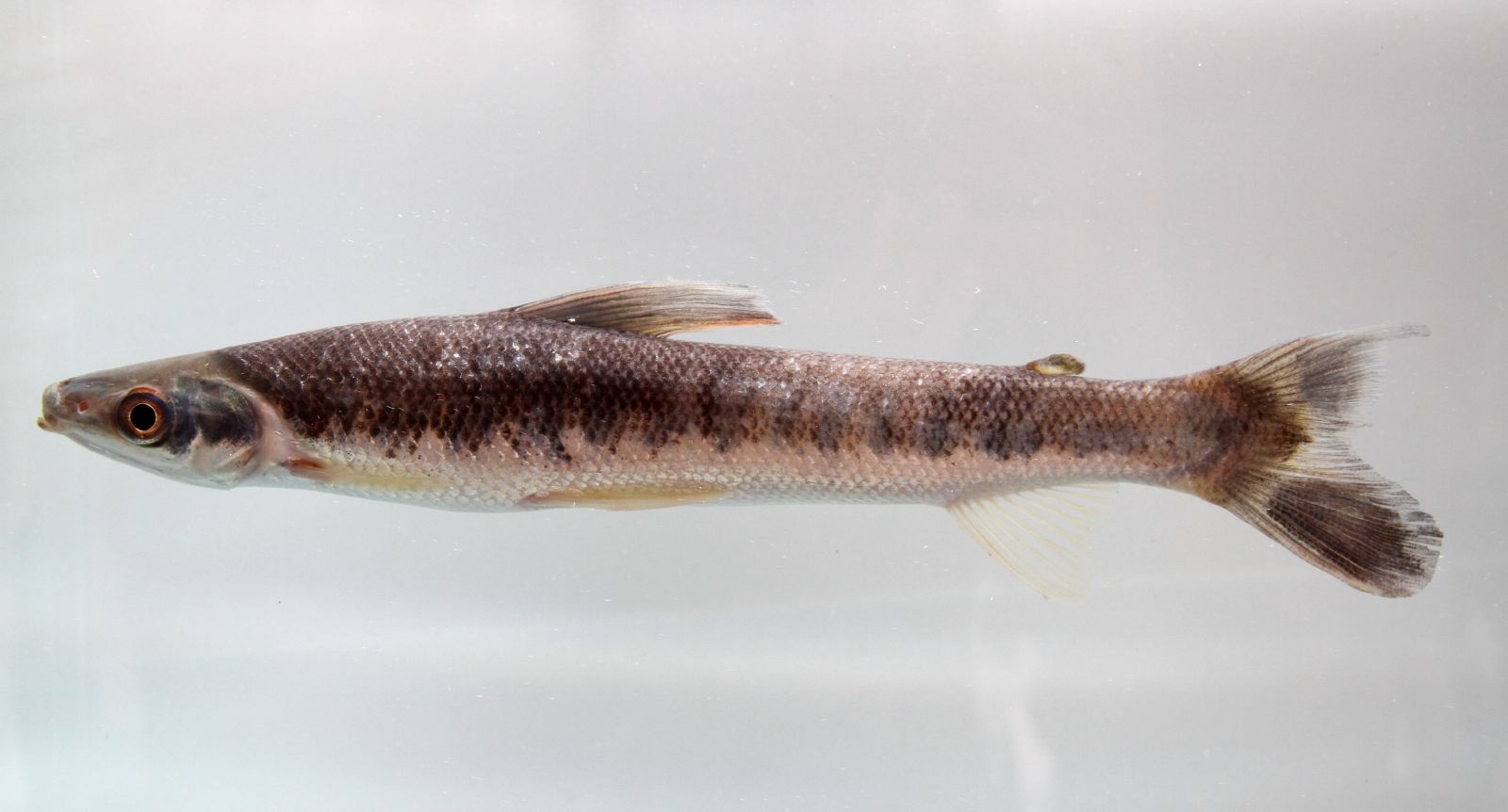
Rhytiodus argenteofuscus

      - Rhytiodus argenteofuscus Kner, 1858
      - Rhytiodus elongatus (Steindachner, 1908)
      - Rhytiodus lauzannei Géry, 1987
      - Rhytiodus microlepis Kner, 1858

    - Gattung Schizodon Agassiz in Spix & Agassiz, 1829Schizodon vittatus

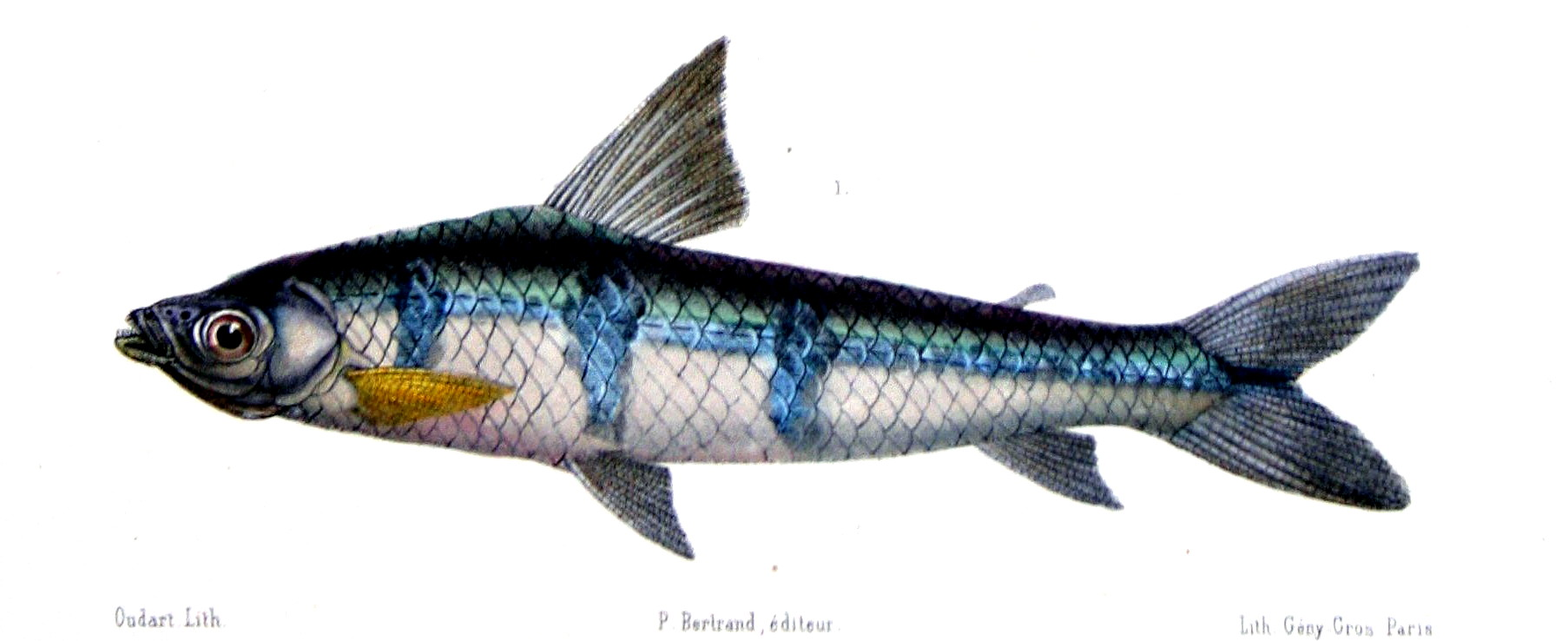
Schizodon vittatus

      - Schizodon altoparanae Garavello & Britski, 1990
      - Schizodon australis Garavello, 1994
      - Schizodon borellii (Boulenger, 1900)
      - Schizodon corti Schultz, 1944
      - Schizodon dissimilis (Garman, 1890)
      - Schizodon fasciatus Spix & Agassiz, 1829
      - Schizodon intermedius Garavello & Britski, 1990
      - Schizodon isognathus Kner, 1858
      - Schizodon jacuiensis Bergmann, 1988
      - Schizodon knerii (Steindachner, 1875)
      - Schizodon nasutus Kner, 1858
      - Schizodon platae (Garman, 1890)
      - Schizodon rostratus (Borodin, 1931)
      - Schizodon vittatus (Valenciennes, 1850)